# 長尾新九郎
長尾 新九郎（ながお しんくろう、1891年（明治24年）4月16日 - 1968年（昭和43年）5月15日）は、日本の政治家。徳島市長。明治大学政治経済学部卒業。

## 経歴
旧名東郡加茂名村（現在の徳島市庄町）で生まれた。
徳島農業高等学校、明治大学政治経済学部卒業。明治大学では弁論部に同郷の後輩三木武夫を勧誘し、以後も支援する。
1934年、徳島市役所に勤務、佐古青果市場理事長に就任。
1951年に徳島市長に就任し1958年まで2期を務める。一坂俊太郎以来、戦後初めて2期以上、市長を務めた。1967年、日本ポルトガル親善とモラエス翁顕彰の功によりポルトガル国徳島駐在名誉領事に任じられた。
1968年（昭和43年）5月15日、77歳で没する。没後、ポルトガルよりインファンテ・ドン・エンリケ勲章（大騎士章）を追贈された。

## 市長在任中
- 1957年 - 徳島市中徳島町に徳島市立動物園が開園。
- 1957年 - 眉山に眉山ロープウェイが開通。
- 1958年 - 徳島中央公園で徳島産業科学大博覧会を開催。